# Filipína Cimrová
Filipína Cimrová rozená Taübelová (* 17. května 1993 Praha) je česká herečka. Maturovala na Pražské konzervatoři (obor hudebně dramatický) a poté vystudovala Konzervatoř Brno. Hraje v Divadle Polárka. K jejím zvláštním dovednostem patří: akrobacie, hraní na housle, zpěv.

## Soupis divadelních představení a rolí

### Divadlo Polárka
- Petr Pan (Kliďas)
- Dlouhý, Široký a Bystrozraký (Princezna)
- Peskvil (Těreškovová)
- Moravský Budulínek (Budulínek)
- Pět báječných strýčků (Minka)
- Kdo zachrání Izabelu (Kolombína)
- Kocour v botách (Kocour)

### Televize, film
- Zdivočelá země
- Můj vysvlečenej deník
- Planeta YÓ – Moderátorka Filipína Cimrová